# أعطني السلام على الأرض (أغنية)
«أعطني السلام على الأرض» (بالإنجليزية: Give Me Peace on Earth)‏ هي ثاني أغنية من ألبوم مودرن توكينغ الرابع «في منتصف اللا شيء». تم إصدارها في 11 نوفمبر 1986 وحقق نجاحًا معتدلًا وبلغ ذروتها فقط في المرتبة 29 في ألمانيا ورقم 28 في النمسا.

## الفردي
7 "مفرد (1986)
1. «أعطني السلام على الأرض» ـ 4:12
2. «تقطعت بهم السبل في وسط اللا مكان» - 4:31

12 بوصة ماكسي مفرد (1986)
1. «أعطني السلام على الأرض» ـ 4:12
2. «تقطعت بهم السبل في وسط اللا مكان» - 4:31
3. «سويت ليتل شيلا» (أغنية إضافية) - 3:04

## روابط خارجية
- كلمات الأغنية الكاملة على مترولايركس
- Give Me Peace On Earth على Discogs (قائمة بالإصدارات)